# Jipurapah
Jipurapah is een bestuurslaag in het regentschap Jombang van de provincie Oost-Java, Indonesië. Jipurapah telt 1927 inwoners (volkstelling 2010).